# Gaius Cassius Regallianus
Gaius Cassius Regallianus war im Jahr 202 zusammen mit Titus Murrenius Severus Suffektkonsul.
Der Konsul Regallianus und sein Amtskollege Murrenius Severus waren bis zum Fund eines im Jahr 2001 publizierten Militärdiploms völlig unbekannt gewesen. Vor allem erregte Regallianus die Aufmerksamkeit der Wissenschaftler. Denn außer in einem einzigen Fall ist bisher das Cognomen Regal(l)ianus in der gesamten Prosopographie der hohen Kaiserzeit nicht bekannt geworden. In dem Fall, in dem das Cognomen bekannt ist, trägt es einer der Usurpatoren, die gegen Kaiser Gallienus revoltierten: Regalianus, der sich im Jahr 260 im Donaugebiet gegen Gallienus erhob. Überliefert ist der Name auf seinen Münzen in der Form: P. C. REGALIANVS. Das Gentilnomen, lediglich mit dem Buchstaben C abgekürzt, wird manchmal mit Cornelius aufgelöst, was natürlich möglich ist, aber durch nichts gestützt wird.
Nunmehr ist ein Angehöriger einer konsularen Familie zu Beginn des 3. Jahrhunderts bekannt, der das seltene Cognomen Regallianus trägt und dessen Gentilnomen ebenfalls mit C beginnt. Natürlich kann C für verschiedene Gentilizia stehen. Doch in der Kombination mit dem Cognomen Regallianus liegt die Wahrscheinlichkeit mehr als nahe, dass Regallianus ein Vorfahre des späteren Statthalters von Pannonia superior/inferior oder Moesia superior/inferior war, der sich im Jahr 260 gegen Kaiser Gallienus aufgelehnt hatte. Das ist insofern wichtig, als es bisher umstritten war, ob der Usurpator, wie es die Nachrichten der Historia Augusta schreiben, nur ein ritterlicher Militärbefehlshaber war oder ein regulärer Statthalter senatorischen Ranges.